# Kassina maculifer
Kassina maculifer es una especie de anfibios de la familia Hyperoliidae.
Habita en Etiopía, Kenia y Somalia.
Su hábitat natural incluye sabanas secas, zonas secas de arbustos, marismas de agua dulce y corrientes intermitentes de agua dulce.
Está amenazada de extinción por la pérdida de su hábitat natural.